# Когда вечер заканчивается
«Когда вечер заканчивается» (англ. When the Party's Over) — фильм режиссёра Мэттью Ирмаса. Одну из главных ролей в картине исполнила Сандра Буллок. Премьера состоялась 12 марта 1993 года.

## Сюжет
Фильм рассказывает о жизни четырёх соседей по дому, живущих в Лос-Анджелесе. Среди них художница Аманда (Сандра Буллок), пытающаяся добиться профессионального успеха в мире искусства и начинающий актёр Бэнкс (Крис Камм), мечтающий об успехе в Голливуде. Другая героиня, Фрэнки (Элизабет Берридж), занимается социальной работой, что эмоционально её истощает, но в то же время приносит удовлетворение. Однажды она выясняет, что её соседка Эм Джей (Рэй Дон Чонг) спит с её парнем.

## В ролях
- Рэй Дон Чонг — Эм Джей
- Сандра Буллок — Аманда
- Крис Камм[англ.] — Бэнкс
- Элизабет Берридж — Фрэнки
- Брайан Макнамара — Тейлор
- Фишер Стивенс — Александер
- Пол Джозеф Отто Йоханссон — Генри
- Майкл Лэндис — Улли
- Рэймонд Крус — Марио

## Отзывы критиков
Фильм получил смешанные отзывы. Так, рецензия Los Angeles Times весьма положительна и характеризует «When the Party’s Over» как увлекательную картину, выходящую за рамки обычного сюжетного повествования и имеющую «живых» персонажей. Кинематографический журнал Empire в свою очередь называет фильм «пережаренным» и не стоящим просмотра, хоть и отмечает хорошую актёрскую игру Сандры Буллок и Рэй Дон Чонг. Критики Radio Times отметили, что в картине «что-то есть», но чтобы до этого добраться, нужно «продраться сквозь ужасное количество ангста» показанных там молодых людей и что, в конце концов, эта история слишком запутанная, мелочная и эксплуатативная, чтобы сохранять к ней интерес.
На сайте-агрегаторе рецензий Rotten Tomatoes фильм имеет рейтинг 2,8/5 звёзд, на AllMovie 3/5.